# Teresa Rosat Balasch
Blahoslavená Teresa Rosat Balasch, řeholním jménem María del Refugio (Amparo) (15. října 1873, Mislata – 26. září 1936, La Llosa de Ranes) byla španělská římskokatolická řeholnice kongregace Sester křesťanské doktríny a mučednice.

## Život
Narodila se 15. října 1873 v Mislatě jako dcera Emanuela a Teresy. Pojmenována byla podle svaté Terezie z Ávily.
Dne 15. října 1896 vstoupila do kongregace Sester křesťanské doktríny, zaměřující se na výuku dětí a mládeže a přijala jméno María del Refugio. Dne 10. září 1898 složila své časné sliby a roku 1906 sliby věčné. Jako sestra působila jako představená v Tavernes de la Valldigna, Molins de Rei, Cabrera de Mar, Cornellà de Llobregat a Carlet.
Roku 1909 byla svědkem tzv. Tragického týdne v Barceloně, kdy povstaly skupiny bojující proti církvi.
Roku 1931 došlo k uzavírání klášterů a náboženských domů a řeholníci nesměli nosit řeholní hábit.
Po národním povstání dne 18. července 1936 byly sestry nuceny utéct. Matka María se skryla u své přítelkyně Filomeny García Cubel. Nakonec byla objevena a uvězněna spolu s její spolusestrou bl. Marií del Calvario. Během věznění byly nuceny pro vojáky vyrábět a opravovat oblečení. V noci z 26. září 1936 byly odvedeny z vězení a nakonec byly zastřeleny v lokalitě Barranco de los Perros poblíž La Llosa de Ranes.

## Proces blahořečení
Její proces blahořečení byl zahájen 5. července 1965 v arcidiecézi Valencia spolu s dalšími šestnácti spolusestrami křesťanské doktríny.
Dne 6. července 1993 uznal papež sv. Jan Pavel II. jejich mučednictví. Blahořečeny byli 1. října 1995 spolu s dalšími 45 mučedníky Španělské občanské války.